# Courrensan
Courrensan is een gemeente in het Franse departement Gers (regio Occitanie) en telt 367 inwoners (2005). De plaats maakt deel uit van het arrondissement Condom.

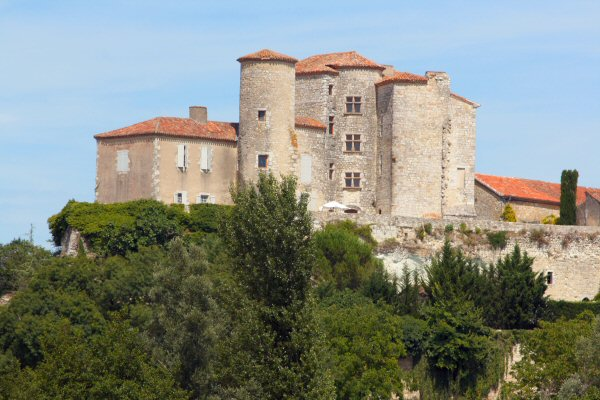
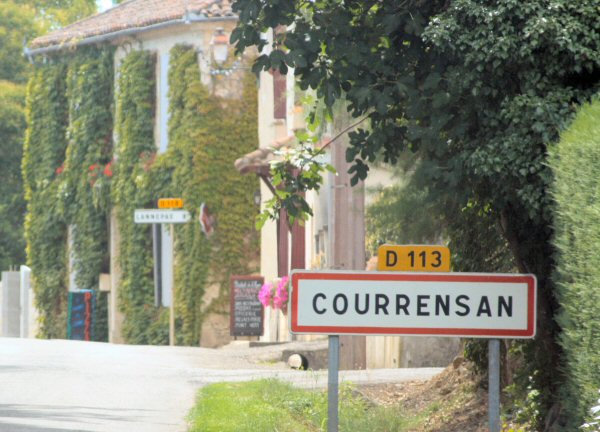
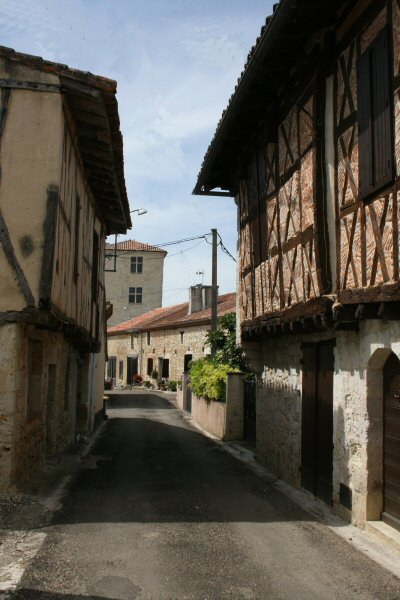
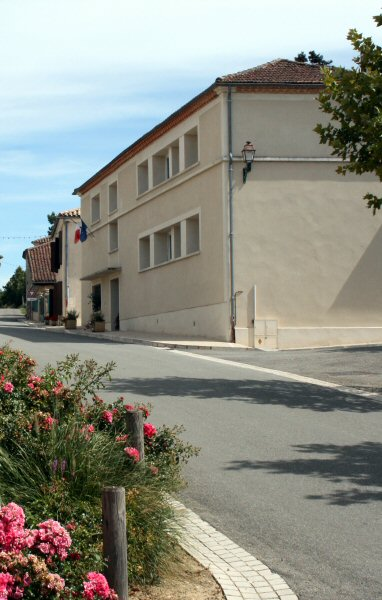

## Geografie
De oppervlakte van Courrensan bedraagt 24,6 km², de bevolkingsdichtheid is 14,9 inwoners per km².
De onderstaande kaart toont de ligging van Courrensan met de belangrijkste infrastructuur en aangrenzende gemeenten.

## Demografie
Onderstaande figuur toont het verloop van het inwonertal (bron: INSEE-tellingen).